# Howard Eves
Howard Whitley Eves (10 de janeiro de 1911 - 6 de junho de 2004) foi um matemático estadunidense, especializado em geometria e história da matemática.

## Livros de Eves
- 1972. Survey of Geometry in 2 vols, 2nd ed. Boston: Allyn and Bacon.
- 1990. Introduction to the History of Mathematics, 6th. ed. Philadelphia: Saunders College.
- 1997. Foundations and Fundamental Concepts of Mathematics.  Dover.